# Invasion de Goa
Pour les articles homonymes, voir Vijay.
L'invasion de Goa (surnommée Opération Vijay par l'Inde) est le nom donné à l'offensive lancée en 1961 par les forces armées indiennes sur les restes de l'empire colonial portugais en Inde, appelé Estado da India, et qui a conduit à la conquête du territoire de Goa, de Daman et Diu et de l'île Anjidiv. Elle a débuté par les opérations armées menées par les forces armées indiennes en décembre 1961. En Inde, ces opérations sont appelées « libération de Goa ». Jawaharlal Nehru avait espéré que le mouvement populaire à Goa et la pression de l'opinion publique mondiale obligeraient les autorités portugaises de Goa à lui accorder l'indépendance mais ces pressions n'ont pas eu l'effet escompté. Face à la volonté portugaise de conserver leur colonie, il a pris la décision de l'annexer militairement.
Dadra et Nagar Haveli avaient déjà déclaré leur indépendance.
Après l'indépendance de l'Inde du Royaume-Uni, quelques enclaves de la région de Konkan appelées « l'Inde portugaise » figuraient parmi les dernières colonies d'Asie. Elles comprenaient les régions de Goa, Daman, Silvassa, Diu et Anjediv situées sur la côte ouest de la péninsule indienne. Dans les années 1950, l'Inde a revendiqué les territoires portugais par des moyens diplomatiques, mais à la suite du refus de Salazar, dictateur du Portugal, de les abandonner, la revendication indienne est devenue militaire, sous le nom de code d'opération Vijay (« Victoire »). L'opération a impliqué des frappes aériennes, maritimes et terrestres pendant plus de 36 heures et a été une victoire décisive pour l'Inde, mettant fin à 451 ans de présence du Portugal sur ses enclaves en Inde. L'engagement a duré deux jours, et vingt-deux Indiens et trente Portugais ont été tués dans les combats. Le bref conflit a suscité un mélange d'éloges et de condamnations dans le monde entier. En Inde, l'action a été considérée comme une libération du territoire historiquement indien, tandis que le Portugal l'a considérée comme une agression contre son sol national et ses citoyens.
Après la fin de la domination portugaise en 1961, Goa a été placée sous administration militaire dirigée par Kunhiraman Palat Candeth (en) en tant que lieutenant-gouverneur. Le 8 juin 1962, le régime militaire a été remplacé par un gouvernement civil lorsque le lieutenant-gouverneur a nommé un conseil consultatif informel de 29 membres nommés pour le seconder dans l'administration du territoire.

## Déroulement
Les forces armées portugaises largement inférieures en effectifs et en matériel ont dû se rendre après de courts combats.
Depuis longtemps, les militaires portugais étaient démotivés, et résignés, la victoire du « géant indien » ne faisant pas de doute pour le plus grand nombre. Au niveau de l'état-major, les généraux portugais savaient une débâcle inévitable, et le souci se portait surtout à ce que les pertes ne virent pas à un massacre des troupes, et à un bain de sang.
Deux batailles navales se sont déroulées pendant l’opération. Durant le combat de Mormugão, l'aviso de la marine portugaise Afonso de Albuquerque est coulé par 3 frégates de la marine indienne et la vedette portugaise Vega, armée d'une seule pièce de 20 mm est coulée par l'aviation indienne après une résistance acharnée devant Daman et Diu. En revanche, le contingent portugais, composé de jeunes soldats qui n'étaient pas motivés et qui étaient conscients que l'armée indienne était sans doute forte de plusieurs centaines de milliers d'hommes, savait que la solution du conflit était en défaveur du pouvoir colonial portugais. Les militaires indiens étaient au nombre de 45 000. Plutôt que de se sacrifier inutilement, les soldats portugais se rendirent : il y eut 3 306 prisonniers, dont des brigadiers des douanes, et des Cipayes au service de l'armée portugaise. L'Air Vice Marshall Elric Pinto, d'ascendance portugaise, parlant couramment le portugais et l'anglais, commandant en chef le Western Air Command indien, conduira en partie les négociations de la capitulation de l'armée portugaise.

## Bilan
Le bilan final fut catastrophique pour le régime de Salazar, l'attitude du Portugal étant considérée comme irresponsable, non seulement par l'Inde, mais aussi par les États-Unis. Le coût financier du conflit se monta à plusieurs dizaines de millions de dollars pour le régime de Salazar. Le matériel militaire portugais fut saisi en totalité, dont 3 corvettes, plusieurs dizaines de chars, et 10 avions de transports de troupes.
Les prisonniers portugais furent libérés au printemps 1962 : une grande partie demanda l'asile politique à l'Australie, aux États-Unis, et même à l'Inde, où plusieurs dizaines se fixeront à Goa. Le régime de Salazar, parfaitement informé du déroulement des opérations militaires et des circonstances de la débâcle, considéra les déserteurs comme des traîtres et affirma qu'une grande partie des prisonniers étaient coupables d'abandon de poste. Des condamnations par contumace furent prononcées au Portugal, dont des condamnations à mort : aucune ne fut appliquée.
Les militaires portugais déserteurs ou prisonniers furent amnistiés en 1975 avec le retour de la démocratie au Portugal. En 1981, tous les militaires portugais présents dans les colonies d'Inde en 1961 reçurent le statut d'anciens combattants, sans distinction entre ceux qui se battirent pour la cause coloniale, les déserteurs et les prisonniers, car le gouvernement socialiste de Mario Soares estimait que toute guerre avec l'Inde ne pouvait que déboucher sur une catastrophe et un échec total, d'autant plus qu'il s'agissait d'un conflit sous la dictature portugaise qui obligeait de jeunes hommes à combattre pour une cause perdue d'avance.
Le Portugal démocratique issu de la révolution des Œillets en 1975 reconnut les demandes indiennes, dont l'annexion des anciennes colonies.
En 1975, en remerciement, l'Inde maintint un statut administratif à part aux anciens territoires de l'Inde portugaise, pendant au moins 30 ans, et Goa ne devint un État indien qu'en 1987.
Damao et Diu ne furent pas intégrés au Gujarat en 1987, mais reçurent le statut de territoire.